# Reinhold Wolff
Reinhold Wolff (* 6. Mai 1941 in München; † 10. November 2006 in Bissendorf) war ein deutscher Literaturwissenschaftler. Er war von 1999 bis 2006 Vorsitzender der deutschen Karl-May-Gesellschaft.

## Leben
Wolff wurde 1941 in München als Sohn des Veterinärmediziners Adolf Wolff geboren. Er absolvierte 1960 das Abitur am Wilhelmsgymnasium München. Anschließend studierte er Altphilologie, Romanistik und Germanistik an der Ludwig-Maximilians-Universität München. 1960/1961 verbrachte er als französischer Staatsstipendiat an der Universität Bordeaux mit dem Schwerpunkt Komparatistik und französische Literatur. 1969 schloss er sein Studium als Magister Artium an der Universität München ab. Ein Jahr später promovierte er summa cum laude bei Alfred Noyer-Weidner in München. Im Anschluss arbeitete er zunächst als VDWA (Verwalter der Dienstgeschäfte eines Wissenschaftlichen Assistenten), ab 1973 als Wissenschaftlicher Assistent an der Universität Regensburg im Bereich Romanische Literaturwissenschaft. 1980 habilitierte er sich in romanischer Philologie/Literaturwissenschaft an der Universität Regensburg. Ab 1980 war er als Akademischer Rat an der Universität Mainz im Fachbereich Angewandte Sprachwissenschaften in Germersheim tätig. 1981 erfolgte die Umhabilitation.
1982 erhielt er einen Ruf an die Universität Bielefeld als Professor für Literaturwissenschaft, Schwerpunkt „Theorie der Literatur“ an der Universität Bielefeld. Im Sommer 1996 wurde die Denomination um Französisch: Literaturwissenschaft erweitert. 1987 bis 1989 war er Dekan.

## Mitgliedschaften
- Deutscher Romanistenverband
- Verband für Allgemeine und Vergleichende Literaturwissenschaft
- Karl-May-Gesellschaft (Vorsitzender seit September 1999)
- Kuratorium der Karl-May-Stiftung (Radebeul)
- Deutscher Hochschulverband

## Veröffentlichungen (Auswahl)
- Die Ästhetisierung aufklärerischer Tabukritik bei Montesquieu und Rousseau. 1972
- Jean-Jacques Rousseau: Julie oder Die neue Héloise. Briefe zweier Liebenden aus einer kleinen Stadt am Fuße der Alpen.[1] Nachwort (S. 800–827) von Wolff. Dünndruckbibliothek der Weltliteratur. Winkler Dünndruckausgabe, München 1978; wieder dtv Klassik 2191, München 1988; auch Deutscher Bücherbund, o. J. (1980).[2]
- Strukturalismus und Assoziationspsychologie. Empirisch-pragmatische Literaturwissenschaft im Experiment: Baudelaires „Les Chats“. 1977